# Ярослав Геллебранд
Ярослав Геллебранд (Jaroslav Hellebrand, 30 грудня 1945) — чехословацький академічний веслувальник.
Бронзовий призер Олімпійських Ігор 1976 року в складі парної четвірки, учасник 1968, 1972 років.
Срібний призер Чемпіонату світу 1975 року в складі парної четвірки, бронзовий призер 1970 (одиночки), 1974 (парні четвірки) років.
Бронзовий призер Чемпіонату Європи 1965, 1967 років у парній двійці.